# Фостиков, Лев Васильевич
Лев Васильевич Фостиков (1824—1870) — русский архитектор, городской архитектор Нижнего Новгорода (1846—1856), нижегородский губернский архитектор (1856—1864).

## Биография
Приехал в Нижний Новгород в 1846 году, после окончания Петербургского строительного училища, и занял должность городового архитектора.
В 1847 году проектирует доходный дом Б. Н. Юсупова (Большая Покровская ул., 19), но в процессе строительства его внешнее архитектурно-художественное решение было изменено. Тогда же пристраивает к доходному дому причта Никольской верхнепосадской церкви двухэтажный каменный дом (Большая Покровская ул., 9а).
В 1847—1848 годах предположительно участвовал в проектировании торговых бань купца первой гильдии В. К. Мичурина (ныне ул. Алексеевская, д. 15/14).
В 1848 году завершил первые крупные работы: доходный дом В. К. Мичурина и его жены Авдотьи Васильевны (Рождественская ул., д. 49) и семейный дом Мичуриных у Красных казарм под Кремлём (ныне Нижне-Волжская набережная, д. 1).
В том же году построил каменную церковь в с. Василево Лукояновского уезда Нижегородской губернии.
В 1851 году по заказу купчихи Е.Трушенниковой спроектировал дом № 4 по улице Минина. Долгое время он оставался частным купеческим домом, в 1885 году здесь разместилась первая в Нижнем Новгороде телефонная станция. В настоящее время это здание охраняется государством.
В 1852 году перепланировал Новую площадь и возвёл на ней здание арестантской роты (в советское время там размещалась высшая школа милиции).
В 1856 году становится губернским архитектором.
В этой новой должности переработал генплан г. Арзамаса.
В 1856—1857 годах выполняет подсыпку Нижне-Окской набережной, вымащивает её булыжником, осуществляет инженерную защиту склонов Кремлёвского холма под губернаторским домом.
В 1858 г. участвует в достройке корпусов Мариинского института благородных девиц на Ильинской улице.
В 1864 году переезжает в Ставрополь.